# Neogaerrhinum filipes
Espèce
Classification APG III (2009)
Neogaerrhinum filipes ou Antirrhinum filipes est une espèce de plantes de la famille des Scrophulariaceae (selon la classification classique de Cronquist (1981)) ou de la famille des Plantaginaceae (selon la classification APG III), originaire du sud-ouest des États-Unis.

## Description morphologique

### Appareil végétatif
Cette plante grimpante possède plusieurs tiges minces qui s'emmêle dans la végétation environnante. Ces tiges peuvent atteindre 90 cm de longueur. Les feuilles, lancéolées, mesurent environ 5 cm de longueur. Les tiges, intimement mêlées aux autres végétaux, restent très discrètes et difficiles à voir tant que les fleurs sont absentes.

### Appareil reproducteur
La floraison a lieu entre février et mai. Une tige florale très fine apparait à l'aisselle des feuilles et porte des bourgeons floraux en grappe respectant une symétrie bilatérale. Chaque fleur possède une corolle d'environ 1 à 1,5 cm de longueur, de couleur jaune. Les pétales sont soudés en tube, mais présentent 5 lobes libres à l'ouverture de la corolle : les deux lèvres supérieures sont retroussées vers le haut, les 3 inférieures vers le bas et présentent des points sombre à l'ouverture de la corolle. L'androcée est constituée de 4 étamines.

## Répartition et habitat
Cette plante pousse dans les déserts sableux du sud-ouest des États-Unis. Son aire de répartition couvre une partie du sud de l'Oregon, et s'étend vers le sud jusqu'à la Californie et à l'Utah.